# Cape Lazo
Cape Lazo är en udde i Kanada.   Den ligger i Comox Valley Regional District och provinsen British Columbia, i den sydvästra delen av landet, 3 700 km väster om huvudstaden Ottawa.
Terrängen inåt land är platt. Havet är nära Cape Lazo österut. Närmaste större samhälle är Comox, 5,8 km väster om Cape Lazo. 